# Силільний захист
Силільний захист (рос. силильная защита, англ. silyl protection) — заміщення активного атома Н в групах (–OH, –SH, >NH) органічних сполук на силільну групу –SiR3 за допомогою силілюючих агентів (напр., R3SiX, де X = Cl, –NHR, –NR2) i наступним її усуненням (гідролізом) з генерацією атома Н. Метою є позбавлення сполуки асоціативних властивостей через водневі зв'язки, що полегшує її очистку, виділення та ідентифікацію.